# Corey Simon
(en) Statistiques sur pro-football-reference
Corey Jermaine Simon, né le 2 mars 1977 à Boynton Beach, est un joueur américain de football américain. Il jouait au poste de defensive tackle en National Football League (NFL).

## Biographie

### Carrière professionnelle
Il est sélectionné au 6e rang au total par les Eagles de Philadelphie lors de la draft 2000.
Il gagne le Super Bowl XLI avec les Colts d'Indianapolis.